# Charles de Vast-Vimeux
Le baron Charles Louis de Vast-Vimeux est un général et homme politique français né le 26 octobre 1787 à Paris et mort le 25 septembre 1859 à La Rochelle (Charente-Maritime).

## Biographie
Fils de Louis Jean-Baptiste Florent Vast, maître brasseur à Amiens, et de Marie Louise Charlotte Vimeux, neveu du général baron Louis Antoine Vimeux, Charles de Vast sert comme engagé volontaire dans les hussards en 1805, fait les campagnes d'Allemagne, passe en 1808 en Espagne comme sous-lieutenant d'infanterie, est attaché à l'état-major des généraux Roger et Dornès, et suit la campagne de 1812 comme capitaine au 5e cuirassiers. 
Chef d'escadron lors de l'expédition d'Espagne (1823), lieutenant-colonel au 12e chasseurs (1833), colonel du 12e dragons (1838), maréchal de camp (1846), il est placé, la même année, à la tête de la subdivision des Côtes-du-Nord. La révolution de février 1848 le met à la retraite d'office.
Le 13 mai 1849, Vast-Vimeux est élu représentant de la Charente-Inférieure à l'Assemblée législative. Il siège dans la majorité, et soutient constamment la politique du prince-président, qui le rétablit sur les cadres de l'armée (1849), et le choisit comme candidat officiel dans la 1re circonscription de la Charente-Inférieure, aux élections du 29 février 1852 au nouveau Corps législatif.
Admis définitivement dans le cadre de réserve en 1852, il est grand-officier de la Légion d'honneur (31 décembre 1851).
Réélu, il prend place dans la majorité dynastique et devient un des questeurs de l'assemblée. Obtenant sa réélection le 22 juin 1857, il meurt deux ans après et remplacé par son fils Alfred de Vast-Vimeux.

## Sources
- « Charles de Vast-Vimeux », dans Adolphe Robert et Gaston Cougny, Dictionnaire des parlementaires français, Edgar Bourloton, 1889-1891 [détail de l’édition] [texte sur Sycomore]